# Rhyacophila vofixa
Rhyacophila vofixa är en nattsländeart som beskrevs av Milne 1936. Rhyacophila vofixa ingår i släktet Rhyacophila och familjen rovnattsländor. Inga underarter finns listade i Catalogue of Life.